# Alvin (Teksas)
Alvin je grad u američkoj saveznoj državi Teksas. Prema popisu stanovništva iz 2010. u njemu je živjelo 24.236 stanovnika.